# Hrabstwo Limestone (Teksas)

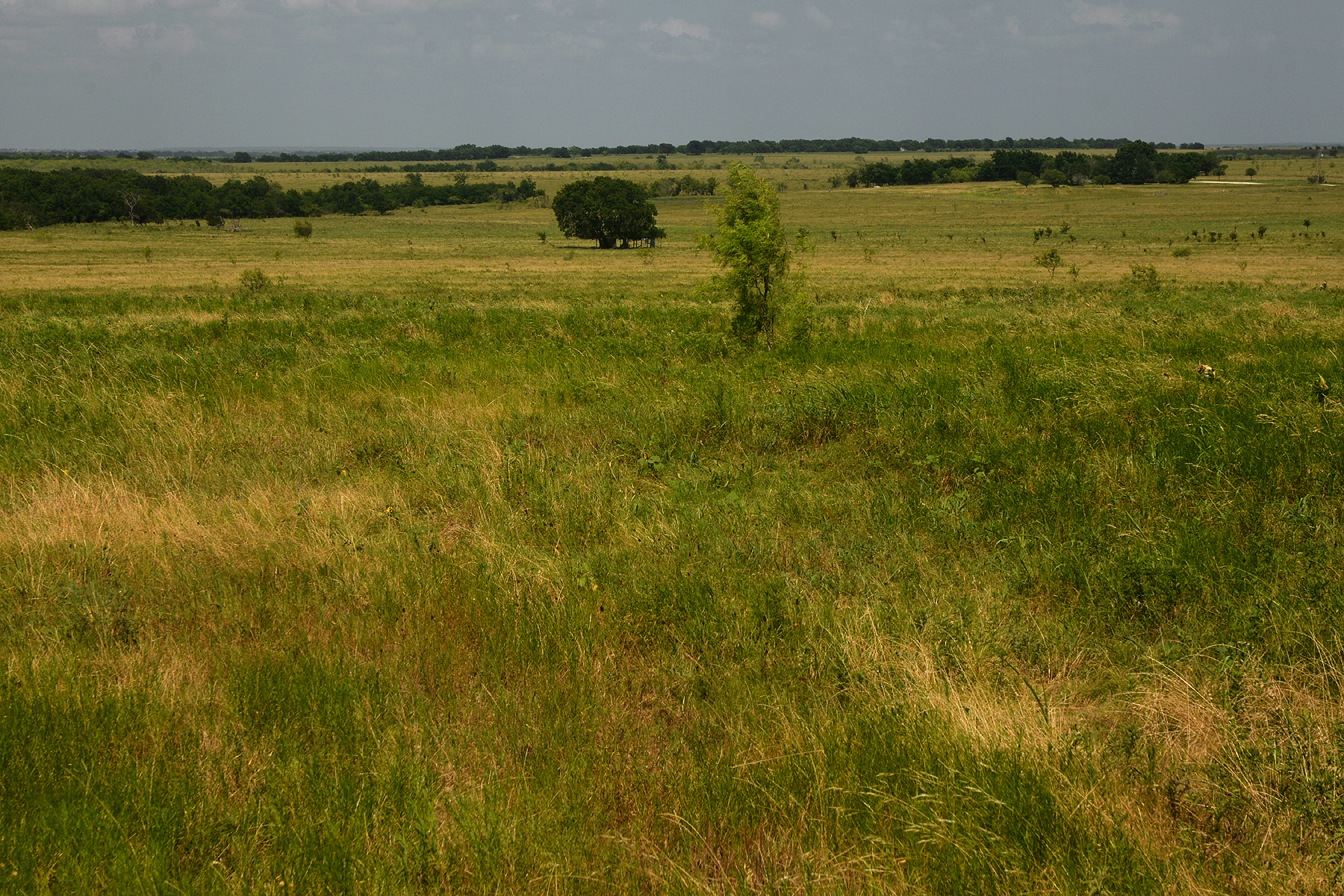
Pastwisko w hrabstwie Limestone

Hrabstwo Limestone – hrabstwo położone w USA w stanie Teksas. Utworzone w 1846 r. Siedzibą hrabstwa jest miasto Groesbeck.

## Geografia
Hrabstwo ma łączną powierzchnię 2420 km², z czego 2340 km² to grunty, a 73 km² (3,0%) to tereny zajęte przez wodę, głównie znajdujące się na południu Jezioro Limestone. Hrabstwo przecina z północy na południe rzeka Navasota.

## Gospodarka
- hodowla brojlerów (27. miejsce w stanie), bydła i koni
- akwakultura (30. miejsce)
- przemysł mleczny
- wydobycie gazu ziemnego i w małym stopniu ropy naftowej
- szkółkarstwo, uprawa kukurydzy, pszenicy, soi i bawełny
- produkcja siana[2].

## Sąsiednie hrabstwa
- Hrabstwo Navarro (północ)
- Hrabstwo Freestone (północny wschód)
- Hrabstwo Leon (południowy wschód)
- Hrabstwo Robertson (południe)
- Hrabstwo Falls (południowy zachód)
- Hrabstwo McLennan (zachód)
- Hrabstwo Hill (północny zachód)

## Miasta
- Coolidge
- Groesbeck
- Kosse
- Mart
- Mexia
- Tehuacana
- Thornton

## Demografia
W 2020 roku 78,6% mieszkańców hrabstwa stanowiła ludność biała (58,1% nie licząc Latynosów), 17,5% to byli czarnoskórzy Amerykanie lub Afroamerykanie, 1,8% było rasy mieszanej, 1,2% to rdzenna ludność Ameryki i 0,8% to byli Azjaci. Latynosi stanowili 22,6% ludności hrabstwa.

## Religia
W 2020 roku większość mieszkańców była protestantami, głównie odłamów baptystów (26–30%), metodystów (11,5%), bezdenominacyjnych zborów ewangelikalnych (6,7%), zielonoświątkowców (ok. 5%) i campbellitów (3,3%). Inne ugrupowania religijne obejmowały katolików (9,8%), świadków Jehowy (2,2%) i mormonów (1%).